# Mariana Brambilla
Mariana Brambilla (Porto Alegre, 19 de marzo del 2000) es una voleibolista y psicóloga brasilera. Juega como atacante y su equipo actual es el Alianza Lima de la Liga Nacional Superior de Voleibol del Perú.

## Selección nacional
Participó en la selección nacional femenina de voleibol sub-18 de Brasil en el Mundial Femenino Sub-18 de la FIVB en 2017.

## Equipos
| Equipo                         | País           | Temporada         |
| ------------------------------ | -------------- | ----------------- |
| Sogipa                         | Brasil         | 2015-16           |
| Abel/Havan/Brusque             | Brasil         | 2016-17           |
| Georgia Tech                   | Estados Unidos | 2018-19 / 2021-22 |
| Panathinaikos                  | Grecia         | 2021-22           |
| Pays d'Aix Venelles            | Francia        | 2022-23           |
| Unilife Vôlei Maringá          | Brasil         | 2023-24           |
| Alianza Lima                   | Perú           | 2023-24           |
| Neptunes de Nantes Volley-ball | Francia        | 2024-25-act       |

## Palmarés

### Ligas nacionales
- 2022:  Campeona, A1 Ethniki Women's Volleyball 2021-22 con Panathinaikos.
- 2024:  Campeona, LNSV 2023-24 con Alianza Lima.

### Copas nacionales
- 2022:  Campeona, Greek Women's Volleyball Cup 2021-22 con Panathinaikos.